# Joomla
Joomla! (pronúncia: [djumla]) é um sistema computacional livre e de código-aberto de gestão de conteúdo web (do inglês: Content Management System - CMS) desenvolvido em PHP e com base de dados MySQL, executado em um servidor interpretador. Criado pelo grupo de desenvolvedores OSM em 2005, foi projetado com separação entre design, programação e conteúdo, proporcionando rapidez na produção de sites com flexibilidade, design personalizados e baixo investimento. Um é esqueleto de website pré-configurado com recursos básicos, com fácil manutenção e administração via web.
É um projeto open source (licença GNU/GPL) e a sua última versão estável é a    5.2.3     (7 janeiro 2025); a sua última versão legada é a 1.5.26.
O Joomla! auxilia na publicação e administração de um conteúdo na web para leigos em desenvolvimento de sites. É utilizado para o desenvolvimento de lojas virtuais, blogs, revistas online, portais de conteúdo, jornais, catálogos de produtos/serviços e diversos outros formatos de conteúdo. No CMS vem pré-configurado as características básicas de um site, como login de usuários e administradores, edição e publicação de conteúdo, publicação de "banners" de propaganda. 
O CMS conta com extensões que não estão em sua instalação básica, mas que podem ser adquiridos através de download dos módulos e componentes (10.071 mil) que aumentam sua funcionalidade com rapidez. Além disso, existem vários templates prontos para agilizar o processo de criação de sites com investimento mínimo. Possuindo versões em 64 idiomas.

## História
Os CMS ajudam a resolver um problema, antes complexo durante muito tempo, a necessidade de investir um custo alto em pessoas capacitadas para construir e gerenciar um site ou portal.
É resultado da separação entre a equipe de desenvolvedores do Mambo CMS e a empresa australiana Miro, devido a transferência do controle do CMS para a fundação Mambo Foundation, prejudicando assim os desenvolvedores que teriam apenas uma participação passiva e pouco representativa. Esses desenvolvedores, preocupados com a integridade do projeto e com o futuro dos utilizadores, não aceitaram a transferência e, em 2005, criaram o "Joomla 1.0", também "open source", a partir do código-fonte do Mambo 4.5.2 (fork).
Como afirma Sady Jacques, o embaixador da Associação Software Livre: “O software livre é fundamental neste contexto de mudança de visão, ele traz o compartilhamento e colaboração como filosofia". Para o usuário iniciante existem diversas comunidades locais de Joomla onde pode ser conseguida ajuda no seu processo de aprendizado e mesmo na construção de projetos profissionais.

### Premiações
- Em 2005 recebeu o premio Linux Awards, como o “melhor projeto de software livre”.[3]
- Em 2011 recebeu o prêmio de o "melhor CMS Open Source".[2] pela Packt Open Source CMS Award
- Em 2012 recebeu o prêmio de "Melhor aplicativo de código aberto" pela Infoworld Bossie
- Em 2014 recebeu prêmio de o "melhor CMS PHP".
- Em 2015, 2016, 2017, 2018, 2019 e 2020  recebeu prêmio de o "Best Free CMS" pela CMS Critic People's Choice Awards

## Características principais
Suas principais características são:
- Código aberto (Licença GPL);
- Sistema simples de fluxo de aprovação;
- Arquivamento para conteúdo não utilizados (lixeira);
- Gerenciamento de banners;
- Sistema de publicação para o conteúdo;
- Sumário de conteúdo no formato RSS;
- Busca otimizada (qualquer palavra registrada);
- Frontend traduzido em várias línguas;
- Fácil instalação de novos templates, módulos e componentes;
- Hierarquia para grupos de usuários;
- Estatísticas básicas de visitantes (módulos mais complexos podem ser adicionados);
- Editor de conteúdo WYSIWYG;
- Sistema de enquete simples (com acompanhamento de resultado em tempo real);
- Sistemas de índices de avaliação;
- Extensões livres em diversos sites (Módulos, Componentes, Templates, Traduções).
- Compatibilidade com versão anterior.